# Atomorpha lucasi
Atomorpha lucasi är en fjärilsart som beskrevs av Abel Dufrane. Atomorpha lucasi ingår i släktet Atomorpha och familjen mätare. Inga underarter finns listade i Catalogue of Life.